# Hát phường vải
Hát phường vải, hay Ví phường vải, là một điệu hát của người dân, thể loại đối đáp giao duyên của dân ca Nghệ An, Hà Tĩnh. Điệu hát thể hiện sự cần mẫn, trí tuệ, khoe sắc, đua tài. Xuất hiện từ khi nào chưa ai biết chính xác, phát triển rộng rãi ở những vùng dệt vải. Các giai điệu ứng đối, sáng tác, chỉnh sửa. Thường có các ông đồ bổ sung nhiều về phần đối ứng. Là một môn nghệ thuật như món ăn tinh thần của người dân xứ Nghệ, một số làng xã đã thành lập câu lạc bộ hay trung tâm hát ví phường vải.

## Nhạc cụ đi theo
Phường vải sử dụng tối thiểu là cần, đàn nhị, đàn nguyệt, đàn tranh, trống con, ngoài ra có thể sử dụng sáo, đàn bầu, đàn đáy, đàn tam thập lục, đàn tam, đàn tỳ bà, trống cái, trống cơm.

## Những chặng hát
Chặng một, ba bước: "Hát dạo" - "hát chào", "hát mừng" - "hát hỏi".
Chặng hai, một bước: "Hát đố", hát đối là bước rất quan trọng, có được mời vào nhà để tiếp tục hát hay không là ở chặng này.
Chặng ba, ba bước: "Hát mời" (vào nhà) - "hát xe kết" (bước căn bản, bước dài nhất) gồm "hát thương", "hát nhớ", "hát than", "hát trách"...

## Phát huy thế hệ trẻ
Hiện tại các cấp chính quyền rất quan tâm cho môn nghệ thuật này, nhưng vẫn chưa đạt hiệu quả cao trong công tác. 
Còn lớp trẻ, do chưa có thời gian tập luyện và chưa được bồi dưỡng kỉ, nên chỉ hát bắt chước điệu. Không thành thạo về kỹ năng, kỹ xảo, chưa kết hợp được hát và múa. Muốn tập luyện phải bỏ công dày sức học hỏi mới có điều kiện, phỏng lại hình ảnh của những người xưa.
Các nghệ nhân cao tuổi bắt đầu thưa dần, nếu có biểu diễn thì giọng hát của các cụ yếu và không cất cao được. Nhằm khôi phục, gìn giữ và phát huy tiếng hát phường vải, theo ông Nguyễn Hữu Cự là "trẻ học già, già dạy trẻ".